# Abaza Damad Siyavuş Paixà
|  | No s'ha de confondre amb Köprülü Damadı Abaza Siyavuş Paixà. |

Abaza Damad Siyavuş Paşa (+ 25 d'abril de 1656) fou un gran visir otomà, que va exercir el càrrec per dues vegades però sempre per molt poc temps. Era d'origen abkhaz i antic esclau i després client de Damad o Damat Halil Paixà.
Va exercir diversos càrrecs militars. Va ser cridat al càrrec de gran visir per primer cop el 21 d'agost de 1651, i va restar al lloc poc més d'un mes, sent cessat el 27 de setembre de 1651 quan, per recomanació d'un favorit, el sultà Mehmet IV, va nomenar gran visir a Gürcü Mehmed Paşa II que era el més vell de tots els visirs.
Va tornar a ser cridat el 5 de març de 1656 al lloc de Deli Husayn Paixà que havia estat nomenat el 27 de febrer de 1656, però el nomenament fou anul·lat abans de poder prendre possessió per una revolta dels geníssers i Zurnazen Mustafa Paşa que el va substituir només va exercir quatre hores. Abaza Damad va prendre possessió però va morir el 25 d'abril de 1656 i el va succeir Boynuyaralı Mehmed Paşa.
Entre les dues vegades fou gran visir dos mesos i vint-i-nou dies.